# Пауэрвайоленс
Пауэрвайоленс (англ. Powerviolence) — экстремализация трэшкора.

## История
Сам термин был выдвинут Мэттом Домино в 1989 году. Впервые данный термин как нечто целостное был упомянут в песне "Hispanic Small Man Power (H.S.M.P.)" пионерами жанра, группой Man Is the Bastard. Зарождающейся же формой пауэрвайоленса была хардкор-панк-группа Infest, конца 1980-х, которые пытались смешать элементы хардкор-панка с более шумными, разрывающими по качеству звука элементами как у групп Lärm и Siege. К началу 90-х быстроразвивающийся жанр застыл и застопорился в развитии, и его наиболее широко признанной и узнаваемой формой в начале 1990-х, был пантеон таких групп как Man Is the Bastard, Crossed Out, Neanderthal, No Comment, Capitalist Casualties, и Manpig. До конца 90х практически все яркие powerviolence группы черпали вдохновение из Siege and Deep Wound, Cryptic Slaughter, Septic Death, Negative FX и ранних Corrosion of Conformity,так как их предшественники являются сгруппированным образцом такого жанра как "трэш" или трэшкор.

## Особенности
Для пауэрвайоленса характерно крайне экстремальное звучание. Эта музыка очень трудновоспринимаема, достаточно хаотична и имеет довольно частые переходы от сумасшедших бласт-битовых секций к медленным и чрезвычайно мрачным проигрышам, либо к стандартным хардкор-панковским проигрышам в духе 7 Seconds, Black Flag и Minor Threat.

## Подстили
Пауэрвайоленс является достаточно цельным явлением без какой-либо строгой внутренней дифференциации, однако можно выделить две разновидности стиля. Музыка одной из них, представленная такими коллективами, как Infest, Spazz, Crossed Out, не имеет сильного упора в экстремальность и тяготеет по тяжести больше к обычному трэшкору. Однако существует ряд групп, которые стремятся максимально утяжелить своё звучание, сделать музыку крайне неслушабельной и трудновоспринимаемой (по крайней мере, для неподготовленного слушателя). Среди таковых стоит выделить Hellnation, No Comment, Yacøpsæ, Scalplock, Combatwoundedveteran, Charles Bronson, отчасти Capitalist Casualties и другие. Для многих пауэрвайоленс-коллективов характерно определённое влияние грайндкора.